# Pierre Bonnet (évêque)
Pour les articles homonymes, voir Pierre Bonnet (homonymie) et Bonnet.
Pierre Bonnet,  mort en 1407, est un prélat français  du XIVe siècle et du  XVe siècle.

## Biographie
Pierre Bonnet est prévôt de Grasse. Il est élevé à l'épiscopat de Grasse en 1392.